# Riccardo Cassin

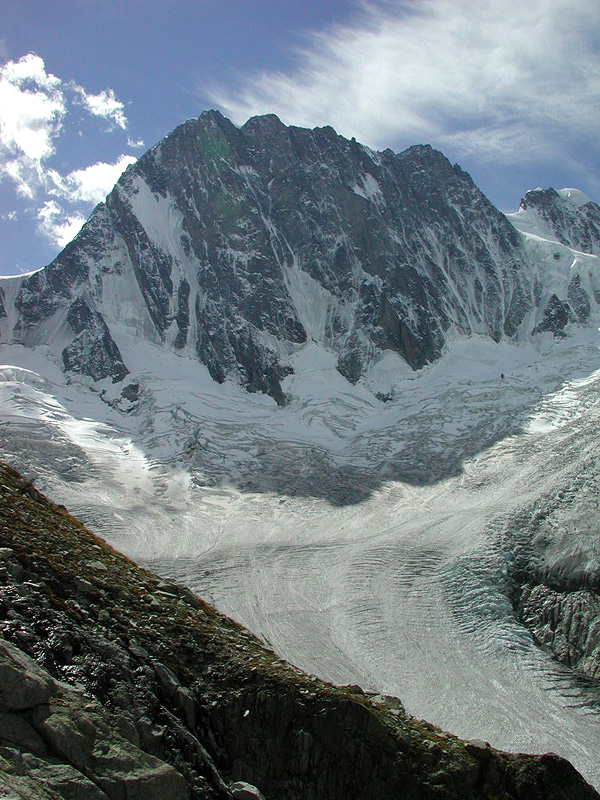
Cara norte de los Grandes Jorasses.

Riccardo Cassin (2 de enero de 1909 - 6 de agosto de 2009) fue un montañero y empresario italiano, del que destacan sobre todo sus pioneras ascensiones en los Alpes en los años 30, y en los Himalayas en los 50 y 60; aunque escaló por todo el mundo. También fundó su propia empresa de material de montaña.
Nació en la región de Friuli, pero la muerte de su padre cuando era un adolescente hizo que se trasladara a Lecco en 1926 y comenzara a compaginar trabajo con estudios nocturnos. En Lecco también comenzó su afición a las montañas, primero las cercanas a su ciudad con el grupo conocido como "Ragni di Lecco", pero pronto comenzó a abrir difíciles vías en los Alpes, como la primera ascensión en 1934 a la Picolissima de las Tre Cime di Lavaredo, la apertura de la cara noreste del Piz Badile en 1937, o la primera ascensión de la cara norte de los Grandes Jorasses (macizo de Mont Blanc) en 1938. La Segunda Guerra Mundial paró su actividad alpinista y luchó contra los nazis como partisano.
Tras la guerra, en 1954, iba a figurar en la expedición italiana que finalmente subió por primera vez el K2, pero fue apartado por Ardito Desio, el líder de la expedición, según Cassin porque Desio se sentía amenazado por él.

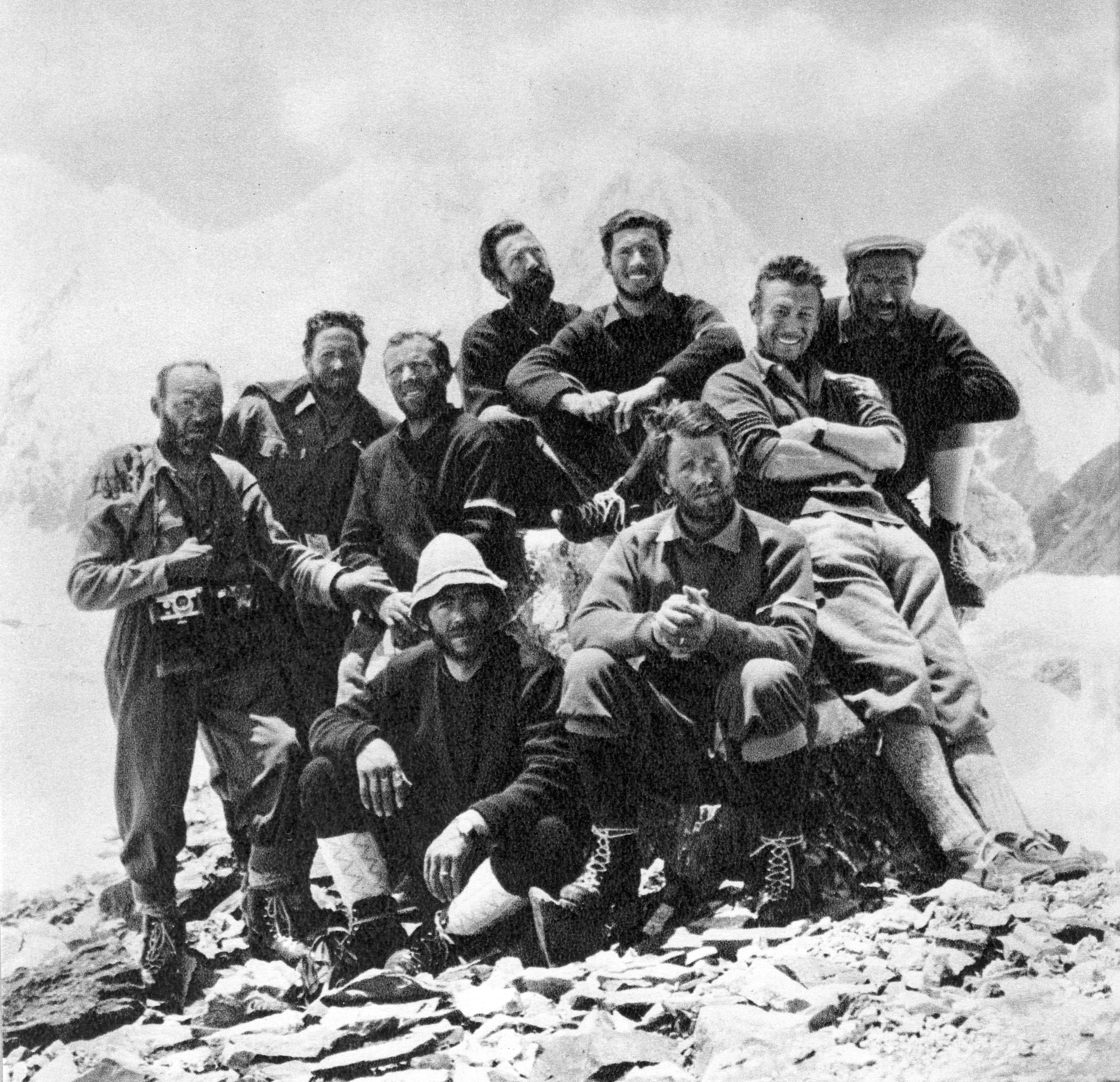
Miembros de la expedición de 1958. Cassin es el primero de la izquierda.

En 1958 dirigió la expedición al Gasherbrum IV en la que Walter Bonatti y Carlo Mauri coronaron la cima por primera vez. En 1961 culminó una de sus ascensiones más conocidas, la del Denali por la cara sur, una vía muy técnica que recibió su nombre (Cassin). En 1975 fue el jefe de expedición en el intento frustrado de ascensión al Lhotse. Siguió escalando hasta los 80 años.
Fue nombrado en 1980 como Gran Oficial de la Orden al Mérito de la República Italiana, y en 1999 como Caballero de Gran Cruz de la misma Orden.